# تعادل هیدرواستاتیکی

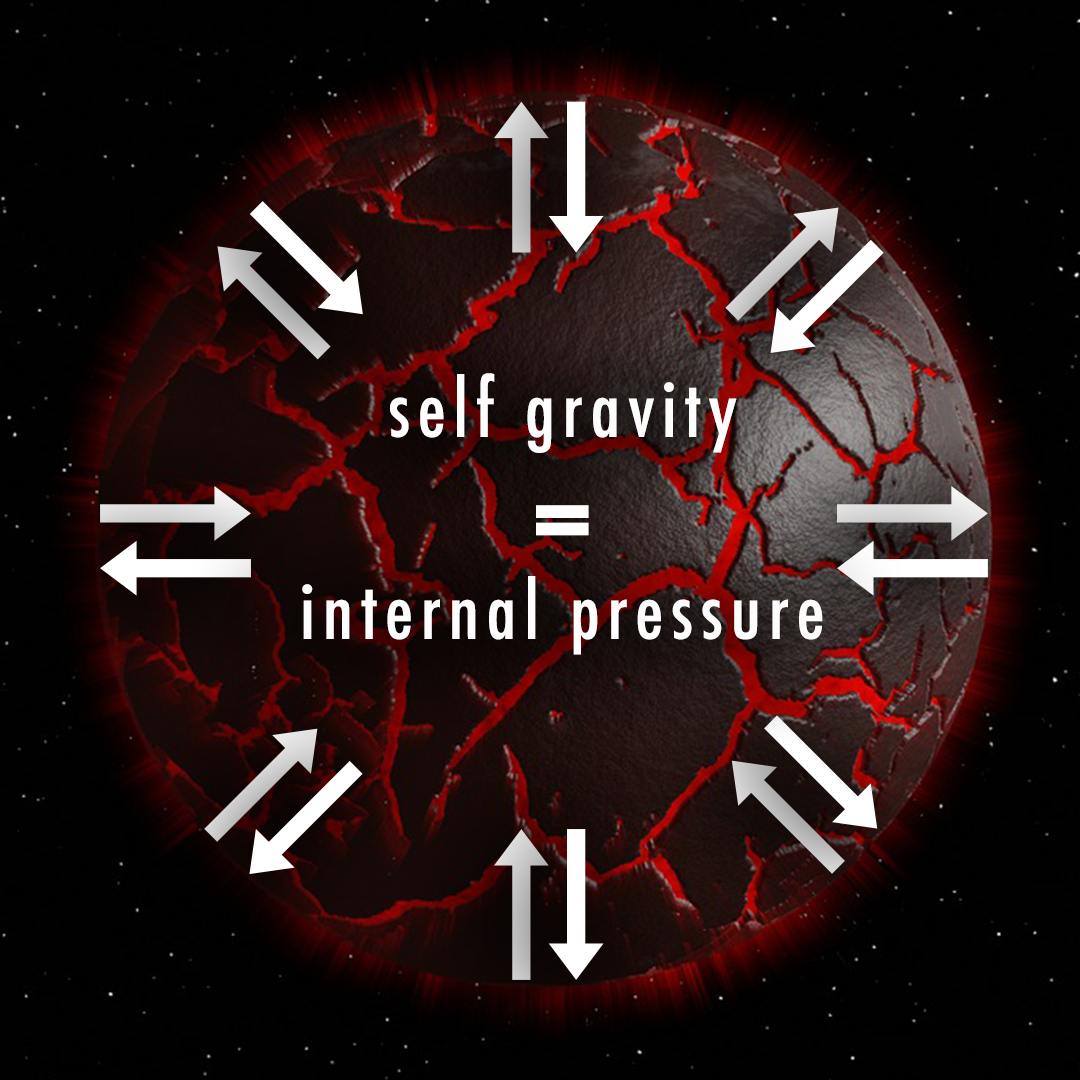
نمایی از طرح‌وساختار یک‌سیارهٔ تازه‌تشکیل‌شده، در حالت تعادل هیدرواستاتیکی.

تعادل هیدرواستاتیکی یا توازن آب‌ایستایی در مکانیک محیط‌های پیوسته، به‌حالتی گفته می‌شود که در آن بین نیروی حاصل از گرادیان فشار (رو به بیرون) و نیروهای گرانشی (درون‌سو) تعادل برقرار می‌گردد.

### کتابشناسی
- Seager, S. (2010). Exoplanet Atmospheres: Physical Processes: Physical Processes. Princeton Series in Astrophysics (به انگلیسی). Princeton University Press. Retrieved 2015-04-06.
- Seeds, M.; Backman, D. (2009). Astronomy: The Solar System and Beyond. Available 2010 Titles Enhanced Web Assign Series (به انگلیسی). Cengage Learning. Retrieved 2015-04-06.